# Zàuiya de Sidi Belkaid
La Zàuiya de Sidi Belkaid es troba a Birkhadem (Orà), a Algèria. Forma part de les zàuiyes algerianes afiliades a la germandat Habriya, sota la supervisió del Ministeri d'Afers Religiosos i la Referència Religiosa Algeriana.

## Construcció
La Zàuiya de Sidi Belkaid d'Alger es va construir a partir del 2 de setembre del 2016.
Les obres es feren a prop de Tixeraine l'any gregorià del 2016 corresponent al 1437 de l'Hègira.
Els treballs d'aquesta escola alcorànica duraren dos anys i conclogueren al 2018 gregorià (el 1439 de l'Hègira).

## Inauguració
La Zaouïa de Sidi Belkaïd, la va inaugurar el president algerià Abdelaziz Bouteflika el maig del 2018, dos dies abans de l'inici del Ramadà per a acollir les xerrades religioses del Dourouss Mohammadia.

## Descripció
La Zàuiya de Sidi Belkaïd té una superfície de 5 hectàrees, i allotja una madrassa amb una capacitat de 300 places així com una biblioteca de 1.200 m2.
També conté un centre de formació professional que permet als estudiants obtenir, a més a més de la titulació en educació islàmica, diplomes per poder exercir altres professions en cas d'escollir una altra formació que no siga d'imam.